# Universe: The History
Universe: The History – pierwszy japoński album studyjny południowokoreańskiej grupy Pentagon, wydany 23 września 2020 roku przez Cube Entertainment Japan. Płytę promowała japońskojęzyczna wersja singla „Dr. Bebe (Japanese Ver.)”.

## Lista utworów
| CD  | CD                                | CD                                            | CD                                          | CD                                          | CD      |
| Nr  | Tytuł utworu                      | Tekst                                         | Kompozycja                                  | Aranżacja                                   | Długość |
| --- | --------------------------------- | --------------------------------------------- | ------------------------------------------- | ------------------------------------------- | ------- |
| 1.  | „Gorilla” (Japanese Ver.)         | Seo Ji-eum, Yuto, Samuelle Soung              | Gavin Jones, Ali Zackowski, Harry Sommerdah | Gavin Jones, Ali Zackowski, Harry Sommerdah | 3:05    |
| 2.  | „Can You Feel It” (Japanese Ver.) | Son Young-jin, Ferdy, Samuelle Soung          | Son Young-jin, Ferdy                        | Son Young-jin, Ferdy                        | 3:18    |
| 3.  | „Pretty Pretty” (Japanese Ver.)   | Seo Ji-eum, Yu-ki Kokubo                      | Daniel Caesar, Ludwig Lindell               | Daniel Caesar, Ludwig Lindell               | 3:09    |
| 4.  | „To Universe” (Japanese Ver.)     | Jinho, E'Dawn, Yuto, Wooseok, Ryuji Fujita    | Ferdy, Jinho                                | Ferdy                                       | 3:44    |
| 5.  | „Violet” (Japanese Ver.)          | Kino, E'Dawn, Yuto, Wooseok, Yu Shimoji       | Kino, NATHAN                                | Kino, NATHAN                                | 3:55    |
| 6.  | „Shine” (Japanese Ver.)           | E'Dawn, Hui, Yuto, Wooseok, Shōko Fujibayashi | Flow Blow, Hui, E'Dawn                      | Flow Blow                                   | 3:18    |
| 7.  | „Cosmo”                           | Teru, Yuto                                    | Teru                                        | Teru                                        | 4:07    |
| 8.  | „Naughty Boy” (Japanese Ver.)     | E'Dawn, Hui, Yuto, Wooseok, Shōko Fujibayashi | Flow Blow, Hui, E'Dawn                      | Flow Blow                                   | 3:17    |
| 9.  | „Happiness”                       | Kino, Yuto, KushitaMine                       | Kino, Benefits all Humankind, MetDoeJi      | Benefits all Humankind, MetDoeJi, Ga Yeon E | 3:25    |
| 10. | „Sha La La” (Japanese Ver.)       | Hui, Wooseok, Shōko Fujibayashi               | Hui, Han Yo-Han, Minit                      | Han Yo-Han, Minit                           | 3:15    |
| 11. | „Humph!” (Japanese Ver.)          | Hui, Giriboy, Wooseok, Shōko Fujibayashi      | Giriboy, Hui                                | Giribo                                      | 3:13    |
| 12. | „Dr. Bebe” (Japanese Ver.)        | Hui, Wooseok, Shōko Fujibayashi               | Hui, NATHAN, Yunji                          | NATHAN, Yunji                               | 3:12    |

## Notowania
| Lista                              | Pozycja |
| ---------------------------------- | ------- |
| Japanese Albums (Oricon)           | 7       |
| Japan Hot Albums (Billboard Japan) | 8       |

## Sprzedaż
| Kraj    | Sprzedaż |
| ------- | -------- |
| Japonia | 16 235+  |